# Ericeia epitheca
Ericeia epitheca là một loài bướm đêm trong họ Erebidae.